# 5 (album d'Alizée)
Pour les articles homonymes, voir 5 (homonymie).
Albums de Alizée
Une enfant du siècle
(2010) Blonde
(2014)
Singles
1. À cause de l'automne
Sortie : 4 juillet 2012
2. Je veux bien
Sortie : 22 avril 2013

5 est le cinquième album studio de la chanteuse française Alizée. Sa sortie, initialement prévue en 2012, s'est faite le 25 mars 2013, chez Sony Music. Sa musique intègre des styles pop avec des éléments de dance-pop, du rock avec des chants entraînants, des ballades piano et un style années 1960 renouvelé. Le nom et la pochette de l'album ont été annoncés le 3 janvier 2013 sur le plateau de Star Academy.
Le premier single de l'album À cause de l'automne paraît  le 4 juillet 2012. L'album a été enregistré à Paris et Bruxelles. Avec Alexandre Azaria en tant que producteur exécutif, elle a collaboré avec un large éventail de musiciens, comme Thomas Boulard, BB Brunes. Lors de sa sortie, 5 a reçu les éloges de la critique, le décrivant comme l'album de la maturité. Il a débuté à la vingt-troisième place dans le Top Albums des Charts français, avec des ventes atteignant les 4 000 unités la première semaine. À l'international, l'album a un succès modéré, marquant un déclin dans la carrière de Alizée. Deux singles sont extraits de l'album : le premier À cause de l'automne est entré dans le top 200 des pays francophones, le deuxième est Je veux bien.

## Conception de l'album et développement
Début 2011, des rumeurs apparaissent disant que le cinquième album studio de Alizée avait été enregistré. Environ un mois plus tard, il a été confirmé qu'Alizée était parmi les artistes ayant enregistré un duo avec Alain Chamfort, dont la collaboration unique Clara veut la Lune est sorti le 29 avril 2012. Du 1er au 6 février 2012, Alizée participe aux Enfoirés avec le nouveau spectacle "Le Bal des Enfoirés" à la Halle Tony Garnier à Lyon. Elle a annoncé un nouvel album prévu pour le printemps 2012, marquant un retour à la musique qui sera publié chez Sony Music. Sony a ensuite annoncé que l'album serait retardé jusqu'à l'automne 2012.

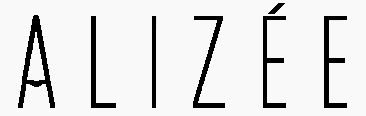
Le nouveau logo sorti l'année 2012.

Lors de la sortie de l'album Elles & Lui d'Alain Chamfort, Alizée a confirmé dans une interview télévisée au off TV qu'elle était en train d'enregistrer son cinquième album studio. Selon Alizée, le nouvel album serait «introspectif et frais» et représenterait un prolongement naturel de sa carrière. Récemment, la chanteuse a révélé qu'elle a changé son style sur son cinquième album studio parce qu'elle voulait atteindre un public plus large, appelant cela une «expérience artistique et abstraite».

« Mon album sera incroyable», a déclaré la chanteuse. «Je suis excitée. J'ai travaillé dur dans le studio. Différents producteurs avec qui je travaille m'ont vraiment encouragé et m'ont donné des pistes et beats incroyables. C'est plein de plaisir et d'excitation et il sera publié plus tard cette année»… par Alizée »

| |  |  |
| Thomas Boulard (à gauche) et BB Brunes (à droite) sont les principaux collaborateurs du cinquième album studio de Alizée. |  |  |

Le 27 juin 2012, Alizée a annoncé sur un chat en direct que le premier single du nouvel album serait libéré le 28 juin 2012. Le clip a été tourné le 15 juillet 2012. Le nom du single était "À cause de l'automne". Alizée a également révélé que pour ce nouvel album, elle avait travaillé avec Jean-Jacques Goldman, BB Brunes et Thomas Boulard (chanteur et guitariste du groupe rock français "Luke"). Le 30 janvier 2013, Alizée a annoncé sur MFM Radio que Goldman avait écrit deux chansons pour l'album, mais que celles-ci ne seraient finalement pas sur l'album, ne correspondant pas au style de l'album. Le 12 juillet, l'édition collector limitée de 5 est devenue disponible en pré-commande.
La date de sortie originale a été annoncée pour le 1er octobre 2012, mais le 3 septembre Alizée et son équipe ont annoncé un délai de quelques semaines. Le 14 septembre, Alizée a annoncé sur Facebook que la sortie de l'album avait été reportée début de 2013.
Le 23 octobre, un teaser vidéo a été publié sur sa chaîne officielle YouTube, confirmant la sortie de l'album au cours du premier trimestre 2013. Le 15 janvier, Alizée a dévoilé la pochette du nouvel album, et a mentionné un autre retard de l'album. L'album sort finalement le 25 mars 2013.

## Promotion

### Les spectacles en direct
Outre de simples interventions pour promouvoir l'album 5, Alizée a également effectué plusieurs représentations dans plusieurs shows. En septembre 2012, elle fait un DJ set dans une boîte de nuit parisienne, le Kes West Complexe. Le 26 octobre 2012, elle en fait un autre au Carré Rouge, night club d'Avignon et le 23 novembre à Le Chat Noir boîte de nuit de Dijon.
En novembre 2012, une rumeur commence dans les médias sociaux sur le fait que Alizée jouerait aux NRJ Awards 2013, rumeur qu'elle n'a pas nié. La première représentation publique de son dernier single se fait dans une émission en direct sur la radio RFM, le 21 décembre 2012.
Le 3 janvier 2013, le nom et la pochette de l'album sont montrés à la Star Academy spectacle hommage à Grégory Lemarchal dans lequel Alizée fait une apparition. À partir de janvier, elle joue dans de nombreux spectacles dont le Show Beach Soccer de Monaco le 9 février, elle participe au concert d'Alain Chamfort "Elles & Lui" au Grand Rex ainsi qu'au concert Les Enfoirés 2013 à la salle de Paris-Bercy.
Le 15 avril 2013, sa participation à la quatrième saison de télé-réalité Danse avec les stars est confirmée.
Le 16 juin, TF1 confirme que Alizée participera le 29 juin à la cérémonie d'ouverture à Porto-Vecchio du Tour de France 2013.

### Magazines
Sorti fin décembre, le numéro de janvier / février 2013 de l'édition française du magazine Inked présente un shooting du photographe français Julien Lachaussée (y compris sur la couverture), d'une Alizée en princesse punk menottée et ensanglantée.
Elle apparaît également dans le magazine POSE Mag, le magazine de Liz et de nombreuses autres publications.

## Liste des chansons
Version 2013 (Polydor)
| 1.    | À cause de l'automne (Titre original : Never Again) | Thomas Boulard / Peter Russell               | 3:55 |
| 2.    | 10 ans                                              | Thomas Boulard                               | 3:01 |
| 3.    | Je veux bien                                        | Christian Vié / Fred Candeille - Chloé Clerc | 3:39 |
| 4.    | Mon chevalier                                       | Thomas Boulard                               | 3:04 |
| 5.    | Le Dernier Souffle                                  | Séverin                                      | 2:51 |
| 6.    | Boxing Club                                         | Adrien Gallo                                 | 2:54 |
| 7.    | Jeune fille                                         | Thomas Boulard                               | 2:34 |
| 8.    | La Guerre en dentelles                              | Antoine Barrailler / Frédéric Large          | 4:26 |
| 9.    | Si tu es un homme                                   | Olivier Volovitch / Nicolas Chassagne        | 4:35 |
| 10.   | Happy End                                           | Thomas Boulard / Franck Fossey               | 3:37 |
| 11.   | Dans mon sac                                        | Thomas Boulard                               | 2:39 |
| 37:12 |                                                     |                                              |      |

Version 2024 (La Pocket Factory)
| 1.    | À cause de l'automne (Titre original : Never Again) | Thomas Boulard / Peter Russell               | 3:55 |
| 2.    | 10 ans                                              | Thomas Boulard                               | 3:01 |
| 3.    | Je veux bien                                        | Christian Vié / Fred Candeille - Chloé Clerc | 3:39 |
| 4.    | Mon chevalier                                       | Thomas Boulard                               | 3:04 |
| 5.    | Le Dernier Souffle                                  | Séverin                                      | 2:51 |
| 6.    | Boxing Club                                         | Adrien Gallo                                 | 2:54 |
| 7.    | Jeune fille                                         | Thomas Boulard                               | 2:34 |
| 8.    | La Guerre en dentelles                              | Antoine Barrailler / Frédéric Large          | 4:26 |
| 9.    | Si tu es un homme                                   | Olivier Volovitch / Nicolas Chassagne        | 4:35 |
| 10.   | Happy End                                           | Thomas Boulard / Franck Fossey               | 3:37 |
| 11.   | Dans mon sac                                        | Thomas Boulard                               | 2:39 |
| 12.   | Tatoo Girl                                          |                                              | 4:35 |
| 41:47 |                                                     |                                              |      |

## Crédits et Personnel
Crédits adaptés à partir de 5 notes de pochette.
- Artiste, chant et chœurs : Alizée (tous les morceaux)
- Producteur : Alexandre Azaria
- Guitare acoustique : Philipe Foiera (du lundi au Chevalier)
- Direction artistique : Judith Fiori & Vincent Blaviel
- Violoncelle : Jean-Pierre Borboux, Karel Steylaerts & Liesbeth De Lombaert
- Chorus : Alizée (toutes les chansons) et Angie Cazaux Berthias (pistes: 10 ans & Happy End)
- Copiste : Véronique Duval
- Producteur exécutif : Thomas Jacquet & Isabelle Baleanu Perisson

## Classements
| Pays                         | Meilleure position |
| ---------------------------- | ------------------ |
| Belgique (Wallonie Ultratop) | 41                 |
| France (SNEP)                | 23                 |